# Molalla
Molalla – miasto w Stanach Zjednoczonych, w stanie Oregon, w hrabstwie Clackamas.